# Everger

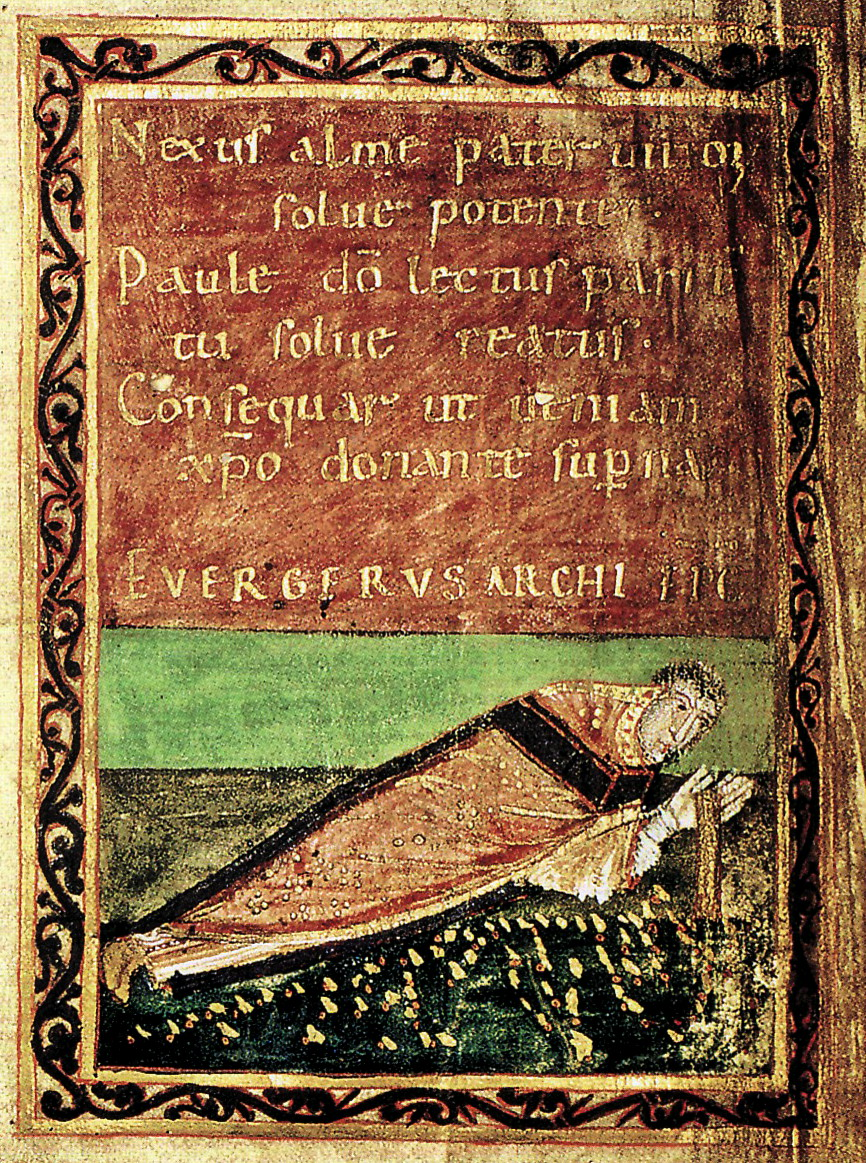
Donorafbeelding Everger, Everger-Epistolarium

Everger, ook Ebergar (? - Keulen, 11 juli 999) was een 10e-eeuwse geestelijke en staatsman. Hij was onder meer aartsbisschop van Keulen.

## Levensbeschrijving
Over de afkomst, de geboorteplaats of de geboortedatum van aartsbisschop Everger is niets bekend. Waarschijnlijk maakte hij voor zijn verkiezing tot aartsbisschop wel al deel uit van het Keulse Domkapittel.
In 986 gelastte hij de verhuizing van de monniken van de abdij Mönchengladbach naar de abdij Groß Sankt Martin in Keulen, waar hij aanwezige clerici dwong de kloostergeloften af te leggen, of te vertrekken. De goederen van het klooster in Mönchengladbach verdeelde hij onder zijn ridders. Later mochten de monniken uit Mönchengladbach terugkeren, zonder teruggave van hun goederen, en wierf hij Ierse benedictijnen om het Keulse klooster te bevolken (dat zo een zogenaamd "Schottenklooster" werd). In 988 schonk Everger aan de abdij Groß Sankt Martin de Herenhof Rodenkirchen, dat het grootste deel van het huidige stadsdeel Rodenkirchen in Keulen omvatte. Een jaar later schonk hij aan dezelfde abdij de vroenhof in Keulen-Esch met bijbehorende landerijen.
In 991 leidde aartsbisschop Everger de begrafenis van keizerin Theophanu, de weduwe van Keizer Otto II, die op eigen verzoek in de Sint-Pantaleonkerk begraven wenste te worden.
Zelf werd Everger na zijn dood op 11 juni 999 in de Dom van Keulen bijgezet.

## Nalatenschap
Het zogenaamde Everger-Epistolarium is een 10e-eeuws manuscript dat een deel van de epistels bevat en dat in opdracht van aartsbisschop Everger tussen 985 en 999 tot stand kwam. Het manuscript bevat een illuminatie met een opdracht en een afbeelding van de donor, aartsbisschop Everger, en de apostelen Petrus en Paulus. Het manuscript bevindt zich in de bibliotheek van de Dom van Keulen (Hs. 143, fol. 3r/4v).